# Bullet (groupe suédois)
Pour les articles homonymes, voir Bullet (homonymie).
Bullet est un groupe suédois de heavy metal, originaire de Växjö.

## Histoire
Bullet est formé en 2001 à Växjö par Hampus Klang et Dag « Hell » Hofer. Le groupe sort sa première démo Heavy Metal Highway en 2002 et son album Heading for the Top en 2006 sur le label Black Lodge. Le chanteur d'Iron Maiden Bruce Dickinson joue le morceau de Bullet Turn it Up Loud de leur album Heading for the Top lors de son émission de radio sur la BBC en 2006.
En 2008, Bullet sort son deuxième album, Bite the Bullet. En juin 2009, Bullet joue avec AC/DC à l'Ullevi de Göteborg, et en octobre 2009, Bullet joue deux chansons au Globe (environ 15 000 personnes) avant le match de NHL entre les Red Wings de Détroit et les Blues de Saint-Louis. Leur troisième album, Highway Pirates, sort début 2011. Le groupe a aussi joué avec Ambush et Dead Lord, également originaires de Växjö.
Le guitariste Hampus Klang joue également dans le groupe de grind metal Birdflesh, et le bassiste Adam Hector chante dans le groupe de punk hardcore Path of No Return. En 2018, leur nouvel album Dust to Gold sort

## Discographie

### Albums studio
- 2006 : Heading for the Top
- 2008 : Bite the Bullet
- 2011 : Highway Pirates
- 2012 : Full Pull
- 2014 : Storm of Blades
- 2018 : Dust to Gold

### Albums live
- 2019 : Live

### Singles et EP
- 2003 : Speeding in the Night (EP)
- 2012 : Full Pull
- 2014 : Storm of Blades
- High Roller (Enforcer) / Back on the Road (Bullet)